# Information Lifecycle Management

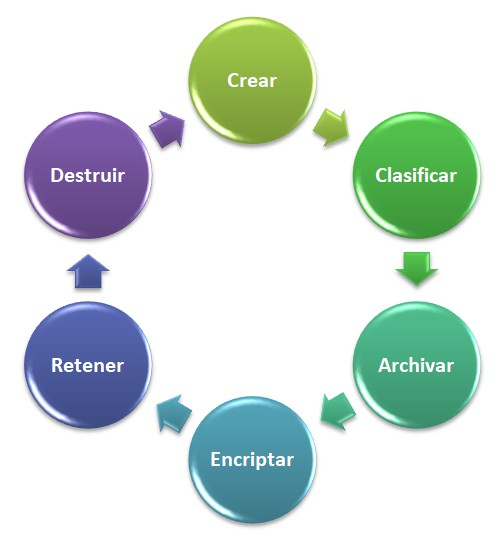
Ciclo de vida de la información

Information Lifecycle Management (ILM) (en español: gestión del ciclo de vida de la información) se refiere a la gestión de estrategias para administrar sistemas de almacenamiento en dispositivos informáticos, desde su inicio, hasta su finalización, con la intención de reducir costos y riesgos legales.
ILM tiene una práctica en aplicar ciertas políticas a la gestión efectiva de la información. Esta práctica también puede tener su base en la gestión de la información en papel u otras formas físicas (microfilmes, negativos, fotografías, grabaciones de audio o vídeo, entre otros).

## Records
ILM incluye cada fase de un "record" desde su comienzo hasta su final. Y aunque generalmente se aplica a la información que se eleva a la definición clásica de un record (y por lo tanto relacionada con records management, un término que no cuenta con traducción correcta al español), se aplica a todos los activos informativos. Durante su existencia, la información puede convertirse en un record al identificarse como una transacción comercial o como una satisfacción de una necesidad comercial. En este sentido, ILM ha sido parte del enfoque general de gestión de contenido empresarial.
Sin embargo, en una perspectiva más general, el término "business" debe tomarse en un sentido amplio y no vincularse por la fuerza a contextos comerciales o empresariales directos. Si bien se cree que la mayoría de los records tienen una relación con las empresas, no todos lo hacen. Mucha información record sirve para documentar un evento o un punto crítico en la historia. Ejemplos de estos son records de nacimientos, defunción, médicos / de salud y educativos. e-Science, por ejemplo, es un área donde ILM se ha vuelto relevante.
En 2004, Storage Networking Industry Association, en nombre de las industrias de tecnología de la información (TI) y almacenamiento de información, intentó asignar una nueva definición más amplia a Information Lifecycle Management (ILM). La definición frecuentemente citada que se publicó en octubre en la conferencia Storage Networking World en Orlando, Florida, declaró que "ILM consiste en las políticas, procesos, prácticas y herramientas utilizadas para alinear el valor comercial de la información con la infraestructura de TI más apropiada y rentable desde el momento en que se concibe la información hasta su disposición final". En esta perspectiva, la información se alinea con los procesos comerciales a través de políticas de administración y niveles de servicio asociados con aplicaciones, metadatos, información y datos.

## Políticas
La política de ILM consiste en las políticas generales de almacenamiento e información que dirigen los procesos de gestión. Las políticas son dictadas por los objetivos de negocio y los controladores. Por lo tanto, las políticas generalmente se relacionan con un marco general de gobierno y gestión de TI; procesos de control de cambios; requisitos de disponibilidad del sistema y tiempos de recuperación; y acuerdos de nivel de servicio (ANS).

## Operativos
Los aspectos operativos de ILM incluyen respaldo y protección de datos; recuperación de desastres, restauración y reinicio; archivo y retención a largo plazo; replicación de datos; y los procesos y procedimientos diarios necesarios para administrar una arquitectura de almacenamiento.

## Infraestructura
Las facetas de infraestructura de ILM incluyen las arquitecturas lógica y física; las aplicaciones dependen de las plataformas de almacenamiento; seguridad de almacenamiento; y las restricciones del centro de datos. Dentro del ámbito de la aplicación, la relación entre las aplicaciones y los requisitos de producción, prueba y desarrollo, generalmente son más relevantes para ILM.

## Funcionalidad
Para los efectos de los records business, hay cinco fases identificadas como parte del lifecycle continuum, junto con una excepción. Estos son:
- Creación y recepción
- Distribución
- Uso
- Mantenimiento
- Disposición

### La creación y recepción
Se ocupan de los records desde su punto de origen. Esto podría incluir su creación por parte de un miembro de una organización en diferentes niveles o la recepción de información de una fuente externa. Incluye correspondencia, formularios, informes, dibujos, entrada / salida de la computadora u otras fuentes.

### La distribución
Es el proceso de gestión de la información una vez que se ha creado o recibido. Esto incluye la distribución interna y externa, ya que la información que se deja a una organización se convierte en un record de una transacción con otros.

### El uso
Tiene lugar después de que la información se distribuye internamente, y puede generar decisiones comerciales, documentar acciones adicionales o servir para otros propósitos.

### El mantenimiento
Es la gestión de la información. Esto puede incluir procesos tales como archivo, recuperación y transferencias. Mientras que la connotación de "presentación" supone la colocación de información en un contenedor prescrito y dejándolo allí, hay mucho más en juego. La presentación es en realidad el proceso de organizar la información en una secuencia predeterminada y crear un sistema para administrarla, para su existencia útil dentro de una organización. Si no se establece un método sólido para archivar la información, es casi imposible su recuperación y uso. La transferencia de información se refiere al proceso de responder a solicitudes, recuperar archivos y proporcionar acceso a usuarios autorizados por la organización para tener acceso a la información. Mientras se elimina de los archivos, la información se rastrea mediante el uso de varios procesos para garantizar que se devuelva y / o esté disponible para otras personas que puedan necesitar acceder a ella.

### La disposición
Es la práctica de manejar información a la que se accede con menos frecuencia o que ha cumplido los períodos de retención asignados. Los records a los que se accede con menos frecuencia, se pueden considerar reubicarlos en una "instalación de records inactivos" hasta que hayan cumplido su período de retención asignado. "Aunque un pequeño porcentaje de la información de la organización nunca pierde su valor, el valor de la mayoría de la información tiende a disminuir con el tiempo hasta que no tenga más valor para nadie. El valor de casi toda la información comercial es mayor poco después de su creación y en general, permanece activo durante poco tiempo, de uno a tres años, luego de lo cual su importancia y uso disminuyen. El record hace que su ciclo de vida pase a un estado semiactivo y finalmente a un estado inactivo".  Los períodos de retención se basan en la creación de un cronograma de retención específico de la organización, basado en la investigación de los requisitos normativos, reglamentarios y legales para la gestión de la información para el sector en el que opera la organización. Los elementos adicionales a considerar cuando se establece un período de retención, son las necesidades comerciales que pueden exceder esos requisitos y la consideración del valor histórico, intrínseco o el valor duradero de la información. Si la información cumple con todas estas necesidades y ya no se considera valiosa, debe eliminarse por medios apropiados para el contenido. Esto puede incluir garantizar que otros no puedan obtener acceso a información desactualizada u obsoleta, así como medidas para proteger la privacidad y la confidencialidad.
Los records a largo plazo, son aquellos que se identifican para tener un valor continuo para una organización. Con base en el período asignado en el cronograma de retención, estos pueden mantenerse por períodos de 25 años o más, o incluso se les puede asignar un período de retención de "indefinido" o "permanente". El término "permanente" se usa con mucha menos frecuencia fuera del gobierno federal, ya que no es factible establecer un requisito para tal período de retención. Existe la necesidad de garantizar que los records de un valor continuo se administren utilizando métodos que aseguren que permanezcan accesibles de manera persistente durante el tiempo que se retienen. Si bien esto es relativamente fácil de lograr con los records basados en papel o microfilm al proporcionar las condiciones ambientales adecuadas y una protección adecuada contra los peligros potenciales, es menos simple para los records de formato electrónico. Existen preocupaciones únicas relacionadas con garantizar que el formato en el que se generan / capturan permanezca viable y que los medios en los que están almacenados permanezcan accesibles. Los medios están sujetos tanto a la degradación como a la obsolescencia a lo largo de su vida útil y, por lo tanto, deben establecerse políticas y procedimientos para la conversión periódica y la migración de la información almacenada electrónicamente para garantizar que permanezca accesible durante los períodos de retención requeridos.
Se producen excepciones con problemas no recurrentes fuera de las operaciones diarias normales. Un ejemplo de esto es una retención legal, la retención por juicio o la congelación legal, que es solicitada por un abogado. Lo que sigue, es que el administrador de records colocará una retención legal dentro de la aplicación de administración de records que impedirá que los archivos se pongan en cola para su eliminación.